# 金沙滨河公园
金沙滨河公园是中华人民共和国四川省成都市青羊区的一个公园，位于金沙街道金泽路200号，于2017年开放。金沙滨河公园呈东西向长条布置，西至三环路，东至同怡路，南靠金泽路，北临摸底河，与黄忠公园隔岸相望，占地近200亩，总建筑面积14万余平方米。金沙滨河公园一期工程被蜀辉路一分为二，东侧为A区，称为野趣湿地园，面积为4万余平方米，设有3800平方米的生态湖，于2017年12月开放；西侧为B区，称为休闲生态园，曾于2019年开放，后被成都地铁27号线金沙滨河公园站占用施工。

## 交通
- 成都地铁27号线金沙滨河公园